# 면역원성
면역원성(免疫原性, 영어: immunogenicity)은 인간이나 다른 동물의 체내에서 항원과 같은 이물질이 면역반응을 일으키는 능력을 말한다. 병원체의 침입이나 약물 내성과 같이 원치 않는 형성도 있고, 백신의 투여와 같이 의도적으로 형성시키는 경우도 있다.
- 의도적 면역원성은 일반적으로 백신과 같은 항원을 주입하여 병원체에 대한 면역 반응을 유도함으로써 혹시 있을 수 있는 감염에 대한 적응면역을 형성하는 것과 관련이 있다. 백신 개발의 중심 요소 가운데 하나이다.[1]
- 치료를 위해 투여된 물질을 신체가 항원으로 인식하면 약물 내성이 생기게 된다. 이로 인해 생기는 항약물항체(anti-drug-antibodies, ADA)는 치료 효과를 비활성화 하고 잠재적으로 부작용을 일으킬 수 있다.[2]

따라서 백신의 개발에는 부작용이 적으면서 면역원성은 뚜렷한 항원체를 목적으로 하게 되고, 단백질 치료제와 같은 약품의 개발에서는 효과는 뚜렷하면서도 면역원성은 억제되는 것을 목표로 하게 된다.
생물적 치료요법의 과제 가운데 하나는 새로운 단백질 치료제의 면역원성 잠재력을 예측하는 것이다. 예를 들어, 선진국의 면역원성 데이터는 개발도상국이나 저개발 국가에 바로 적용되기 어렵다. 백신의 면역원성 예측의 또 다른 과제는 연령별 변화를 고려하는 것이다. 따라서 세계보건기구는 생체외 실험과 동물실험의 결과가 사람의 면역반응을 정확하게 예측할 수 없기 때문에 접종 대상 집단에 대한 면역원성을 반드시 조사해야 한다고 명시하고 있다.
항원성은 항원 또는 합텐의 화학구조가 T세포 수용체나 항체 같은 적응면역에 관여하는 특정 요소와 결합하는 능력을 말한다. 과거에는 오늘날 면역원성에 해당하는 개념을 항원성으로 설명하는 경우가 많아 이 두 개념은 여전히 혼용되고 있다. 그러나 엄밀히 말하면 면역원성은 항원이 적응 면역 반응을 유도하는 능력을 의미하여 두 개념에 차이가 있다. 항원이 T세포 수용체나 B세포 수용체에 결합하는 것만으로는 적응 면역 반응이 유도되지 않기 때문이다. 항원이 면역 반응을 유도할 때 면역원성 항원인 면역원이라고 한다.

## 항원성 면역원의 효과
병원체를 이루는 많은 지질과 핵산은 상대적으로 작은 분자이어서 비면역 특성을 가지고 있다. 따라서 다수의 백신이 면역원성을 높이기 위해 면역원으로 작용할 수 있는 단백질 또는 다당류와 같은 항원 결정기를 포함한 접합백신으로 개발된다.
- 단백질과 몇몇 다당류는 체액성 면역 반응을 유도할 수 있는 면역원성을 가지고 있다.[8]
- 단백질과 일부 지질 및 당지질은 세포 매개 면역을 위한 면역원 역할을 할 수 있다.
- 일반적으로 다당류보다 단백질의 면역원성이 탁월하다.[9]

## 항원 특성
면역원성은 항원의 여러 특성에 의해 영향을 받는다.
- 계통발생적 거리: 계통발생적 거리가 먼 항원이 보다 큰 면역원성을 지닌다.
- 분자의 크기: 분자 크기가 클수록 면역원성이 크다. 특히 10 kDa보다 큰 분자가 탁월하다.
- 항원 결정기 밀도: 항원결정기의 밀도가 더 높은 쪽이 보다 큰 면역원성을 지닌다.
- 화학 성분 및 이질성

- 단백질 구조
- 합성 폴리머
- D- 아미노산

- 분해성(T 세포에 주조직 적합성 복합체로 가공 및 제시되는 능력)

## T 세포 항원결정기
T 세포 항원결정기 함량은 항원성에 관여하는 요소 가운데 하나이다. 같은 이유로 항약물항체의 형성에도 관여하여 원치 않는 면역원성을 유발할 수 있다. T 세포 항원결정기 면역원성의 주요 결정 요인은 T 세포 항원결정기가 주조직 적합성 복합체 분자에 결합하는 강도이다. 결합 친화도가 높으면 새포 표면 표식이 보다 두드러질 수 있다. T 세포 수용체는 감염된 세포 표면에 있는 특정 펩타이드에만 반응하기 때문에 이는 면역원성에 큰 영향을 미친다.
적응면역을 이용한 예방접종의 핵심 요소는 효소나 단클론 또는 대체 단백질과 같은 요소로 이루어진 단백질 약물 치료제나 백신을 투여하여 B세포 또는 수지상세포와 같은 항원전달세포가 이를 항원으로 인식하고 감염된 세포에 특정 펩타이트를 표시하면 T세포가 그것을 인식하고 감염된 세포를 죽이는 과정이다.
그런데 T세포는 표시된 펩타이드만 인식할 뿐이어서 항원전달세포가 오류를 보이면 그것에 따라 잘못 작동할 수 밖에 없다. 예를 들어 재조합 트롬보포이에틴을 항원으로 인식하는 오류를 보이면 T세포는 정상적인 혈소판을 공격하여 자가 면역 질환인 자가면역성 혈소판감소증이 발생한다. 원치 않는 면역원성의 형성은 자가 면역 질환의 원인이다. 한편 치료를 위해 투입된 약물도 신체의 입장에서는 자기 자신이 아니기 때문에 항원으로 인식할 수 있고 이에 따라 약물이 면역원성으로 작용하면 항약물항체를 생성하여 약물의 작용을 막는다. 이 역시 원치않는 면역원성의 결과이다.

## 단클론항체

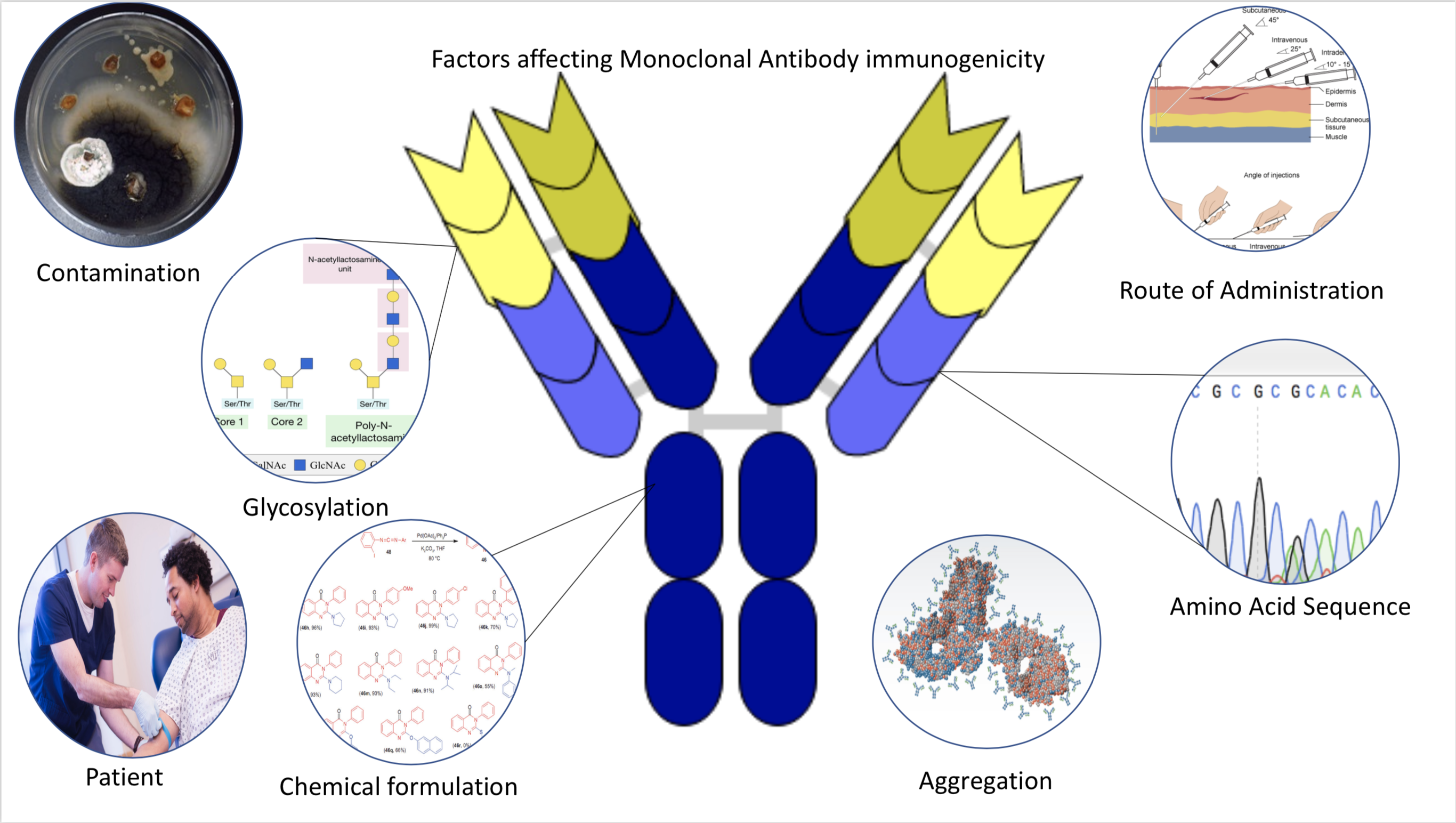
단클론항체의 면역원성에 영향을 미치는 요인

치료용 단클론항체는 암, 류마티스 관절염을 비롯한 몇 종류의 질병에 사용된다. 단클론항체의 사용에서 높은 면역원성은 치료 효능을 제한하고 심각한 주입 반응을 보일 수 있다. 정확한 기전은 불분명하지만, 단클론항체의 주입 과정에서 비만 세포에 결합되어 있는 면역글로불린 E의 탈과립 현상으로 알러지와 비슷한 현상을 이끌어 내고 추가적인 사이토카인을 방출하는 것이 아닌가 추정되고 있다.
유전공학의 여러 혁신으로 단클론항체의 면역원성을 감소시킬 수 있었다.  유전공학적 단클론항체는 실험용 쥐의 면역글로불린 사슬에서 상보적 영역을 인간화하여 키메라 항체로 제작되었다. 이로서 뮤린 단클론항체가 때때로 보이는 극단적 면역원성은 감소되었지만 모든 인간 단일 기원 단클론항체가 원치 않는 면역원성을 지녔을 수 있다는 추정은 해결되지 않은 문제로 남아있다.

## 평가 방법

### 인 실리코 스크리닝
면역원성의 위험 요소 가운데 하나인 T 세포 항원결정기는 이제 인 실리코 도구를 이용하여 비교적 정확하게 측정할 수 있다. T-세포 항원결정기를 식별하기 위한 면역정보학 알고리즘은 현재 단백질 치료제를 고위험군과 저위험군으로 분류하는 데 적용되고 있다. 이러한 분류는 면역 요법이나 백신이 원치 않는 면역원성을 유발하는지 여부를 평가하고 분석하는 작업이다.
한 가지 접근법은 단백질 서열을 중첩되는 9개의 아미노산 펩타이드, 즉 노나머 프레임으로 분석하는 것이다. 분석된 각 프레임을 전 세계 인구 대부분의 유전적 배경을 포괄하는 6개의 공통 클래스 1 인간 백혈구 항원(human leukocyte antige, HLA) 대립 유전자 각각에 대해 결합 가능성을 평가한다. 단백질을 기준으로 프레임 밀도를 계산하여 "면역원성 점수"를 추정할 수도 있다. 또한, 면역원성 점수가 높은 프레임의 밀집 구간에서 하위 영역 또는 잠재적인 면역원성의 "클러스터"를 식별할 수 있고 별도의 클러스터 점수를 계산하고 편집할 수도 있다.
인 실리코 스크리닝은 새롭게 개발될 단백질 치료제의 분자 구조를 이용한 가상 시뮬레이션으로 치료제의 면역원성을 예상할 수 있어 임상 실험 이전에 치료제 개량이 가능할 수 있도록 한다. 이 방법을 이용하면 많은 시간과 비용을 절약할 수 있기 때문에 대부분의 생명공학 회사가 단백질 치료제를 개발할 때 사용하고 있다.

## 같이 보기
- 백신
- 적응면역
- 면역자극제
- 숙주 세포 단백질

## 추가 자료
- Immunologists' Toolbox: Immunization. In: Charles Janeway, Paul Travers, Mark Walport, Mark Shlomchik: Immunobiology. The Immune System in Health and Disease. 6th Edition. Garland Science, New York 2004, ISBN 0-8153-4101-6, p. 683–684
- Descotes, Jacques (March 2009). “Immunotoxicity of monoclonal antibodies”. 《mAbs》 1 (2): 104–111. doi:10.4161/mabs.1.2.7909. PMC 2725414. PMID 20061816.
- The European Immunogenicity Platform http://www.e-i-p.eu 보관됨 2023-12-06 - 웨이백 머신
- De Groot, Anne S.; Martin, William (May 2009). “Reducing risk, improving outcomes: Bioengineering less immunogenic protein therapeutics”. 《Clinical Immunology》 131 (2): 189–201. doi:10.1016/j.clim.2009.01.009. PMID 19269256.
- Porcelli, Steven A.; Modlin, Robert L. (April 1999). “THE CD1 SYSTEM: Antigen-Presenting Molecules for T Cell Recognition of Lipids and Glycolipids”. 《Annual Review of Immunology》 17 (1): 297–329. doi:10.1146/annurev.immunol.17.1.297. PMID 10358761.
- Cruse, Julius M.; Lewis, Robert E. (1998). 《Atlas of Immunology》. Boca Raton: CRC Press. ISBN 978-0849394898.